# Maud Roegiers
Maud Roegiers, née le 18 juin 1982 à Namur, est autrice et illustratrice belge de littérature d’enfance et de jeunesse,,,. Elle est également cofondatrice de la marque ELYSTA,,,.

## Biographie
Elle a vu le jour dans les Ardennes belges en 1982. Elle est initiée au dessin à l’Académie des Beaux-Arts de Marche en Famenne puis s’exerce à la peinture et la photographie au Venezuela,,. À Bruxelles, elle fait des études de stylisme puis d’illustration et graphisme en cours du soir à l’Institut Saint-Luc de Bruxelles,,. Là nait son premier livre pour enfants: «Lettre à Emilie» qui sera publié en 2008 par Alice jeunesse.
Elle décroche un mi-temps comme styliste graphiste chez Orchestra Prémaman et continue en parallèle à écrire et illustrer des livres pour enfants,,.
Elle élargit son expérience avec une formation de maquillage à effets spéciaux à Strasbourg,,,. Elle décroche deux premiers prix au «BIFF» de Bruxelles et au «Trade Show» de Londres.
Elle se fait remarquer en 2011 avec son titre «La princesse qui pète»,.
Maman de 3 enfants, elle crée en 2017 avec son compagnon Erwan Morelle la marque de mobilier pour enfants Elysta et se met à son propre compte,.
En 2018, Maud rencontre Mylen Vigneault via les réseaux sociaux grâce à son texte viral qui les amèneront à créer leur plus grand succès: «Le sais-tu? que tu ne dois pas tout savoir »,. Elles poursuivront leur collaboration avec plusieurs livres : "La liste",,, "les petits et les (trop) gros secrets",,, "Mon chagrin à moi".
En 2022, elle collabore avec le chanteur pour enfants Guillaume Aldebert en illustrant sa chanson culte "La vie c'est quoi",,,.
Ses livres sont traduits en plusieurs langues : coréen, taïwanais, chinois, etc.

## Œuvres

### Texte et Illustrations
- Lettre à Emilie, Alice éditions, 2007  (ISBN 978-2-87426-075-9)
- Prendre le temps, Alice éditions, 2009 (ISBN 978-2-87426-097-1)
- La princesse qui pète, Alice éditions, 2012 (ISBN 978-2-87426-182-4)
- Pourquoi tu pleures? , Alice éditions, 2015 (ISBN 978-2-87426-264-7)
- Les couleurs de demain, Alice éditions, 2023[11],[25],[26],[27] (ISBN 9782874265259)

### Illustrations
- De zachtgekookte aarde, texte de Emilie Hubert, Clavis Uitgeverij, 2010  (ISBN 978-9-04481-270-1)
- Monsieur tout à l’envers, texte de Sylvain Farhi, éditions Carnet dessert de lune, 2011  (ISBN 9782930607122)
- La grande aventure, texte de Emilie Hubert, Alice éditions, 2013  (ISBN 978-2-87426-198-5)
- Respire, texte de Géraldine Carpentier, Alice éditions, 2014  (ISBN 978-2-87426-211-1)
- L’oiseau de papier, texte de Ingrid Chabbert, Alice éditions, 2014 (ISBN 978-2-87426-223-4)
- La Pilote du ciel, texte de Nancy Guilbert, Alice éditions, 2017 (ISBN 978-2-87426-322-4)
- Le sais-tu? que tu ne dois pas tout savoir, texte de Mylen Vigneault, Alice éditions, 2018 (ISBN 978-2-87426-362-0)
- La liste. Pour garder son cœur d'enfant même quand on sera grand, texte de Mylen Vigneault, Alice éditions, 2020  (ISBN 978-2-87426-417-7)
- Les petits et les (trop) gros secrets, texte de Mylen Vigneault, Alice éditions, 2021  (ISBN 978-2-87426-469-6)
- Mon chagrin à moi, texte de Mylen Vigneault , Alice éditions, 2021  (ISBN 978-2-87426-469-6)
- La vie c'est quoi, texte de Guillaume Aldebert, Alice édition, 2022   (ISBN 978-2-87426-492-4)

## Prix et distinctions
- PRIX DU JURY de l’Académie des beaux arts, année 95-96
- GRAND PRIX of THE 21TH BRUSSELS INTERNATIONAL FESTIVAL OF FANTASY, THRILLER & SCIENCE FICTION FILMS, Défilé insolite 2003
- 1er PRIX of THE 24TH BRUSSELS INTERNATIONAL FESTIVAL OF FANTASY, concours de maquillage, effets spéciaux. 2006
- 1er Prix of international make-up competition trade show in london, Prosthetic Character, effets spéciaux, janvier 2007
- Lauréate d’une Bourse de la Fédération Wallonie-Bruxelles - Aide au projet, 2009[9].
- Sélection du prix mots et merveilles 2019, catégorie «petit ogre» pour l'album "Le sais-tu?"[28]
- Sélection prix Chronos 2021 pour l’album «La liste»[29]
- Sélection prix peuplier 2022 pour l’album «Les petit et les (trop) gros secrets»[30]
- Sélection prix peuplier 2023 pour l’album «Mon Chagrin à moi»[31]